# Polycentropus carolinensis
Polycentropus carolinensis är en nattsländeart som beskrevs av Banks 1905. Polycentropus carolinensis ingår i släktet Polycentropus och familjen fångstnätnattsländor. Inga underarter finns listade i Catalogue of Life.